# Trithuria
Trithuria Hook.f. è un genere di piante angiosperme basali dell'ordine Nymphaeales, unico genere della famiglia Hydatellaceae U.Hamann.

## Distribuzione e habitat
Il genere è presente in India occidentale, Australia e Nuova Zelanda.

## Tassonomia
Il genere comprende le seguenti specie:
- Trithuria austinensis D.D.Sokoloff, Remizowa, T.D.Macfarl. & Rudall
- Trithuria australis (Diels) D.D.Sokoloff, Remizowa, T.D.Macfarl. & Rudall
- Trithuria bibracteata Stapf ex D.A.Cooke
- Trithuria cookeana D.D.Sokoloff, Remizowa, T.D.Macfarl. & Rudall
- Trithuria cowieana D.D.Sokoloff, Remizowa, T.D.Macfarl. & Rudall
- Trithuria filamentosa Rodway
- Trithuria fitzgeraldii D.D.Sokoloff, I.Marques, T.D.Macfarl., Rudall & S.W.Graham
- Trithuria inconspicua Cheeseman
- Trithuria konkanensis S.R.Yadav & Janarth.
- Trithuria lanterna D.A.Cooke
- Trithuria occidentalis Benth.
- Trithuria polybracteata D.A.Cooke ex D.D.Sokoloff, Remizowa, T.D.Macfarl. & Rudall
- Trithuria submersa Hook.f.

Alcune di esse erano in passato attribuite ai generi Hydatella e Juncella, attualmente posti in sinonimia con Trithuria.